# 双ループアンテナ

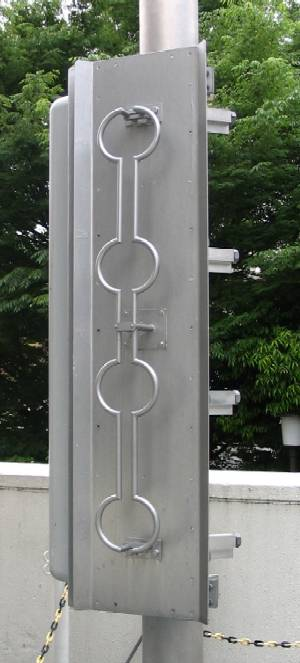
4L形双ループアンテナの素子

双ループアンテナ（そうループアンテナ、twin loop antenna）は、無線通信用アンテナの一種である。超短波から極超短波の周波数において用いられる。
構造は、複数（一般に2組～6組）のループアンテナをそれぞれ逆向きに配置したものである。ループは円弧ではなく、しゃもじのような形をしていることが多い。ループを上下方向に配置すると、高周波電流の垂直成分による放射が打ち消されるため、水平偏波アンテナとして動作する。ループアンテナの長所を生かしながら、偏波面を特定の方向に設定できるため、高い利得が得られる。
0.25～0.3波長離れた位置に反射板を設けることによって、さらに高い利得を得ることができる。単独で用いられることは少なく、縦続接続して利得を稼いだり、鉄塔の側面に多数配置（少なくとも90°間隔に4面設置。さらに72°間隔に5面、60°間隔に6面など面数が多くなるほど指向性が小さくなる。）又はスキュー配列して無指向性に近い特性にしたりするものがある。
また、送信アンテナをティルトさせて使用する場合もある。下向きにティルトさせるケースとして麓に電波を届けたりスピルオーバーを抑制する目的など、逆に上向きにティルトさせるケースとして送信アンテナより高い場所へ電波を届けたり山岳回折を利用して遠方へ電波を届けるためなどである。